# Out of This World (Bob Brookmeyer)
Out of This World è un album di Bob Brookmeyer, pubblicato dall'etichetta Koch International Records nel 1998.

## Tracce
1. I Get a Kick Out of You – 4:54 (Cole Porter)
2. Someday My Prince Will Come – 5:12 (Frank Churchill, Larry Morey)
3. Morning Glory – 6:03 (Duke Ellington, Rex Stewart)
4. Polka Dots and Moonbeams – 5:58 (Johnny Burke, James Van Heusen)
5. Out of This World – 4:11 (Harold Arlen, Johnny Mercer)
6. Summertime – 6:04 (George Gershwin, Ira Gershwin, DuBose Heyward)
7. Some One to Watch over Me – 6:19 (George Gershwin, Ira Gershwin)
8. Just One of Those Things – 3:34 (cole Porter)
9. Best Things in Life Are Free – 3:58 (Lew Brown, Buddy DeSylva, Richard A. Whiting)
10. She's Funny That Way – 7:56 (Neil Moret, Richard A. Whiting)

## Formazione
- Bob Brookmeyer - trombone a pistoni
- Ruud Breuts - tromba
- Henk Heijnk - tromba
- Jan Hollander - tromba
- Jan Oosthof - tromba
- Roel Koster - corno
- Jan Elsink - trombone
- Paul Woesthuis - trombone
- Max Boeree - oboe
- Leo Janssen - oboe
- Dick Vennik - oboe
- Hans Bonsel - violoncello
- Wim Grin - violoncello
- Linda Dumessie - violino
- Rami Koch - violino
- Wim Kok - violino
- Denise Ruyters - violino
- Simone Vierstra - violino
- Cor Bakker - pianoforte, sintetizzatore
- Hans Vroomans - pianoforte, sintetizzatore
- Peter Tiehuis - chitarra
- Jan Hollestelle - basso
- Eddy Koopman - batteria, percussioni
- Herman Rieken - batteria, percussioni
- Cees Kranenburg - batteria, percussioni
- Rik Elkings - arrangiamenti
- Lex Jasper - arrangiamenti
- Rob Pronk - arrangiamenti
- "Netherlands Metropole Orchestra"